# Plodda
Plodda ist ein Ortsteil der Gemeinde Muldestausee im Landkreis Anhalt-Bitterfeld in Sachsen-Anhalt.

## Geografie
Plodda liegt zwischen Leipzig und Lutherstadt Wittenberg am Rande der Dübener Heide unweit des Muldestausees.

## Geschichte
Der Name Plodda stammt aus dem Altslawischen und bedeutet „blato“ = Waldsumpf. Etwa im Jahre 600 siedelten in der Region slawische ethnische Gruppen. 1388 taucht der Ortsname urkundlich, später im Jahre 1586 und 1607 in einer Karte von Sachsen auf.
Auf der Gemarkung der „Krassinwiesen“ lag einst das slawische Weberdorf Krassin. Dieses Dorf mit nur wenigen Einwohnern verschwand bald im Dunkel der Geschichte. Ebenso ist Plodda in den Jahren 1466 bis 1493 wüst geworden und menschenleer. Wahrscheinlich ist, dass die zu jener Zeit in der Region wütende Pest die Menschen dahinraffte. Erst ab 1708/98 erfolgte unter August dem Starken eine Neubesiedlung. Die wenigen Familien, die abermals hier ansässig wurden, ernährten sich vorwiegend von der Landwirtschaft. Im Dreißigjährigen Krieg wurde Plodda völlig zerstört.
Plodda gehörte bis 1815 zum kursächsischen Amt Bitterfeld. Durch die Beschlüsse des Wiener Kongresses kam der Ort zu Preußen und wurde 1816 dem Kreis Bitterfeld im Regierungsbezirk Merseburg der Provinz Sachsen zugeteilt, zu dem er bis 1944 gehörte.
Im Jahre 1869 erhielt der Ort seine Glocke. Diese wiegt nur 100 Kilogramm und hat einen unteren Durchmesser von 53 cm. Schon in der alten Dorfchronik heißt es: „Sie ist in ihrer Konstruktion einmalig in der ganzen Gegend.“
Seit dem 1. Januar 2010 gehört die ehemals selbständige Gemeinde Plodda zur Einheitsgemeinde Muldestausee. Die ehemalige Gemeinde gehörte der Verwaltungsgemeinschaft Muldestausee-Schmerzbach an.

## Politik

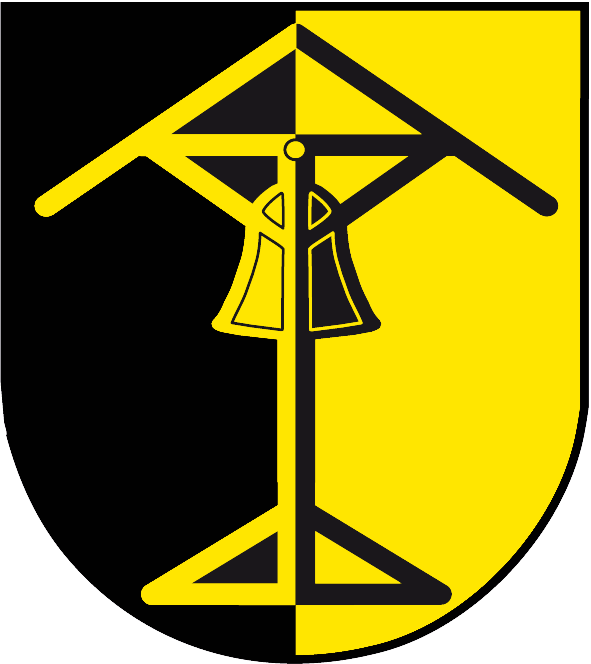
Wappen von Plodda

### Bürgermeister
Der letzte Bürgermeister der Gemeinde war Ralf-Peter Reiband.

### Wappen
Das Wappen enthält das Wahrzeichen des Ortes – die im hölzernen Glockenstuhl freistehende Glocke. Der in verwechselten heraldischen Tinkturen gespaltene Schild knüpft an die historischen Wappenfarben von Sachsen an, zu dem Plodda einst gehörte.
Das Wappen wurde 1994 vom Kommunalheraldiker Jörg Mantzsch gestaltet.

### Flagge
Die Flagge ist Gelb-Schwarz gestreift (Querflagge: Streifen von links nach rechts, Hissflagge: Streifen von oben nach unten verlaufend). Das Wappen der Gemeinde ist mittig auf die Flagge aufgelegt.

## Verkehrsanbindung
Direkt am Ort vorbei führt die Bundesstraße 100 von Bitterfeld-Wolfen nach Wittenberg. Der nächste Bahnhof ist Burgkemnitz an der Bahnstrecke Bitterfeld–Wittenberg, etwa fünf Kilometer nordwestlich von Plodda. Mit der Buslinie 440 des Regionalverkehrs Bitterfeld-Wolfen besteht wochentags eine direkte Busverbindung in die Stadt Bitterfeld-Wolfen.